# Chris Kunitz
Christopher Kunitz, född 26 september 1979 i Regina, Saskatchewan, är en kanadensisk professionell ishockeyspelare som spelar för Chicago Blackhawks i NHL. 
Han har tidigare spelat för Tampa Bay Lightning, Pittsburgh Penguins, Anaheim Ducks och Atlanta Thrashers.
Kunitz har vunnit Stanley Cup fyra gånger. 2007 med Anaheim Ducks, och 2009, 2016 och 2017 med Pittsburgh Penguins.
1 juli 2017 skrev han som unrestricted free agent på ett ettårsavtal med Tampa Bay Lightning.
Kunitz blev free agent igen sommaren 2018 och skrev den 1 juli på ett ettårskontrakt värt 1 miljon dollar med Chicago Blackhawks.

## Statistik

### Klubbkarriär
| 1999–00    | Ferris State Bulldogs   | CCHA       | 38   | 20  | 9   | 29  | 70  | —   | —  | —  | —  | —   |
| 2000–01    | Ferris State Bulldogs   | CCHA       | 37   | 16  | 13  | 29  | 81  | —   | —  | —  | —  | —   |
| 2001–02    | Ferris State Bulldogs   | CCHA       | 35   | 28  | 10  | 38  | 68  | —   | —  | —  | —  | —   |
| 2002–03    | Ferris State Bulldogs   | CCHA       | 42   | 35  | 44  | 79  | 56  | —   | —  | —  | —  | —   |
| 2003–04    | Mighty Ducks of Anaheim | NHL        | 21   | 0   | 6   | 6   | 12  | —   | —  | —  | —  | —   |
| 2003–04    | Cincinnati Mighty Ducks | AHL        | 59   | 19  | 25  | 44  | 101 | 9   | 3  | 2  | 5  | 24  |
| 2004–05    | Cincinnati Mighty Ducks | AHL        | 54   | 22  | 17  | 39  | 71  | 12  | 1  | 7  | 8  | 20  |
| 2005–06    | Atlanta Thrashers       | NHL        | 2    | 0   | 0   | 0   | 2   | —   | —  | —  | —  | —   |
| 2005–06    | Mighty Ducks of Anaheim | NHL        | 67   | 19  | 22  | 41  | 69  | 16  | 3  | 5  | 8  | 8   |
| 2005–06    | Portland Pirates        | AHL        | 5    | 0   | 4   | 4   | 12  | —   | —  | —  | —  | —   |
| 2006–07    | Anaheim Ducks           | NHL        | 81   | 25  | 35  | 60  | 81  | 13  | 1  | 5  | 6  | 19  |
| 2007–08    | Anaheim Ducks           | NHL        | 82   | 21  | 29  | 50  | 80  | 6   | 0  | 2  | 2  | 8   |
| 2008–09    | Anaheim Ducks           | NHL        | 62   | 16  | 19  | 35  | 55  | —   | —  | —  | —  | —   |
| 2008–09    | Pittsburgh Penguins     | NHL        | 20   | 7   | 11  | 18  | 16  | 24  | 1  | 13 | 14 | 19  |
| 2009–10    | Pittsburgh Penguins     | NHL        | 50   | 13  | 19  | 32  | 39  | 13  | 4  | 7  | 11 | 8   |
| 2010–11    | Pittsburgh Penguins     | NHL        | 66   | 23  | 25  | 48  | 47  | 6   | 1  | 0  | 1  | 6   |
| 2011–12    | Pittsburgh Penguins     | NHL        | 82   | 26  | 35  | 61  | 49  | 6   | 2  | 4  | 6  | 8   |
| 2012–13    | Pittsburgh Penguins     | NHL        | 48   | 22  | 30  | 52  | 39  | 15  | 5  | 5  | 10 | 6   |
| 2013–14    | Pittsburgh Penguins     | NHL        | 78   | 35  | 33  | 68  | 66  | 13  | 3  | 5  | 8  | 16  |
| 2014–15    | Pittsburgh Penguins     | NHL        | 74   | 17  | 23  | 40  | 56  | 5   | 1  | 2  | 3  | 8   |
| 2015–16    | Pittsburgh Penguins     | NHL        | 80   | 17  | 23  | 40  | 41  | 24  | 4  | 8  | 12 | 15  |
| 2016–17    | Pittsburgh Penguins     | NHL        | 71   | 9   | 20  | 29  | 36  | 20  | 2  | 9  | 11 | 27  |
| 2017–18    | Tampa Bay Lightning     | NHL        | 82   | 13  | 16  | 29  | 35  | 17  | 0  | 1  | 1  | 16  |
| 2018–19    | Chicago Blackhawks      | NHL        | 56   | 5   | 5   | 10  | 23  | —   | —  | —  | —  | —   |
| NHL totalt | NHL totalt              | NHL totalt | 1022 | 268 | 351 | 619 | 746 | 178 | 27 | 66 | 93 | 164 |